# Liste von Größenordnungen der magnetischen Flussdichte
Diese Liste von Größenordnungen der magnetischen Flussdichte ist eine Zusammenstellung von typischen Werten zu Vergleichszwecken. 
Grundeinheit der magnetischen Flussdichte im internationalen Einheitensystem ist das Tesla (Einheitenzeichen T). Üblich ist auch die cgs-Einheit Gauß (Gs) mit 1 T = 104 Gs.

## Femtotesla
1 fT = 10−15 T = 10 pGs
- wenige fT – mit Magnetoenzephalographie gemessene Magnetfelder von Hirnströmen

## Pikotesla
1 pT = 10−12 T = 10 nGs
- 20 bis 80 pT – mit Magnetokardiographie gemessene Magnetfelder der elektrophysiologischen Aktivität von Herzmuskelzellen

## Nanotesla
1 nT = 10−9 T = 10 μGs
- 0,1 bis 10 nT –  Magnetfelder im interstellaren Medium und um Galaxien[1]

## Mikrotesla
1 μT = 10−6 T = 10 mGs
- 50 μT –  Erdmagnetfeld in Deutschland
- 100 μT –  Zulässiger Grenzwert für elektromagnetische Felder bei 50 Hz (Haushaltsstrom) in Deutschland gemäß der 26. BImSchV

## Millitesla
1 mT = 10−3 T = 10 Gs
- 2 mT –  In 1 cm Abstand von einem 100-A-Strom, z. B. Batteriestrom beim Anlassen eines Automobils, siehe Ampèresches Gesetz
- 100 mT –  Handelsüblicher Hufeisenmagnet[2]
- 250 mT –  Typischer Sonnenfleck

## Tesla
1 T = 10 kGs
- 1,61 T –  Maximale Flussdichte eines NdFeB-Magneten. NdFeB-Magnete sind die stärksten Dauermagnete, (typische Werte: 1 T bis 1,5 T)
- 2,45 T –  Sättigungspolarisation von Fe65Co35, der höchste Wert eines Materials bei Raumtemperatur.[3]
- 0,35 bis 3,0 T –  Magnetresonanztomographie (auch als Kernspintomographie bezeichnet) für die Anwendung am Menschen. Zu Forschungszwecken werden auch Geräte mit 7,0 T und mehr verwendet.
- 8,6 T –  Supraleitende Dipolmagnete des Large Hadron Collider des CERN in Betrieb[4]
- 12 T – Supraleitende Niob-Zinn Spule des ITER Kernfusion-Projektes[5]
- 20 T – Supraleitende Hochtemperatur-Spule (20 K) für Kernfusions-Reaktor[6]
- 28,2 T –  Derzeit stärkster supraleitender Magnet in der NMR-Spektroskopie (1,2-GHz-Spektrometer)[7]
- 32 T –  Stärkster Magnet auf Basis von (Hochtemperatur-)Supraleitern[8]
- 45,5 T –  Stärkster dauerhaft arbeitender Elektromagnet, Hybrid aus supraleitendem und konventionellen Elektromagneten[9]
- 100 T –  Pulsspule – höchste Flussdichte ohne Zerstörung der Kupferspule, erzeugt für wenige Millisekunden[10]

## Kilotesla
1 kT = 103 T = 107 Gs
- 1,2 kT – Höchste durch elektromagnetische Flusskompression erzeugte Flussdichte (kontrollierte Zerstörung der Anordnung, im Labor)[11]
- 2,8 kT – Höchste durch explosiv getriebene Flusskompression erzeugte Flussdichte (im Freien)[12]

## Megatesla
1 MT = 106 T = 1010 Gs
- 1 bis 100 MT –  Magnetfeld auf einem Neutronenstern

## Gigatesla
1 GT = 109 T = 1013 Gs
- 1 bis 100 GT – Magnetfeld auf einem Magnetar (z. B. 10 GT bei PSR J1745−2900)
- 4,4 GT – Schwinger-Limit: nichtlineare Effekte, Vakuumdoppelbrechung

## Teratesla
1 TT = 1012 T = 1016 Gs
- 100 TT –  stärkstes bei einer Schwerionenkollision (für 10−23 s) erzeugtes Magnetfeld[13]

## Größere Flussdichten
- 1038 T – Theoretisch maximal mögliches Magnetfeld[14]